# Richard Scheufler
Richard Scheufler (* 1. listopadu 1964 Ústí nad Labem) je český zpěvák, Hudební skladatel, aranžér, pedagog a hudební producent. Jeho tvorba představuje syntézu vícerých hudebních žánrů od funku přes pop, rock, moderní jazz, hardcore až po fúzi s klasickou hudbou.

## Hudební začátky a vzdělání
Richardovo hudební nadání se projevilo již v raném dětství. Neměl ani tři roky, když začal hrát na harmoniku, kterou postupně doplnil o klavír a bicí. Hudební ambice Richard potvrdil účinkováním v dětském orchestru pod vedením strýce Jirky. Po rozpadu orchestru se třináctiletý Richard přeorientoval na baskytaru a při ní zůstal až dodnes.
Hudební vzdělání získával zpočátku jako samouk, později pod vedením profesora Vladimíra Hory soukromě (1987–1989) a v letech 1998 až 1999 i na Konzervatoři Jaroslava Ježka v Praze, kde se kromě hry na baskytaru věnoval i hodinám zpěvu.

## Hudební kariéra

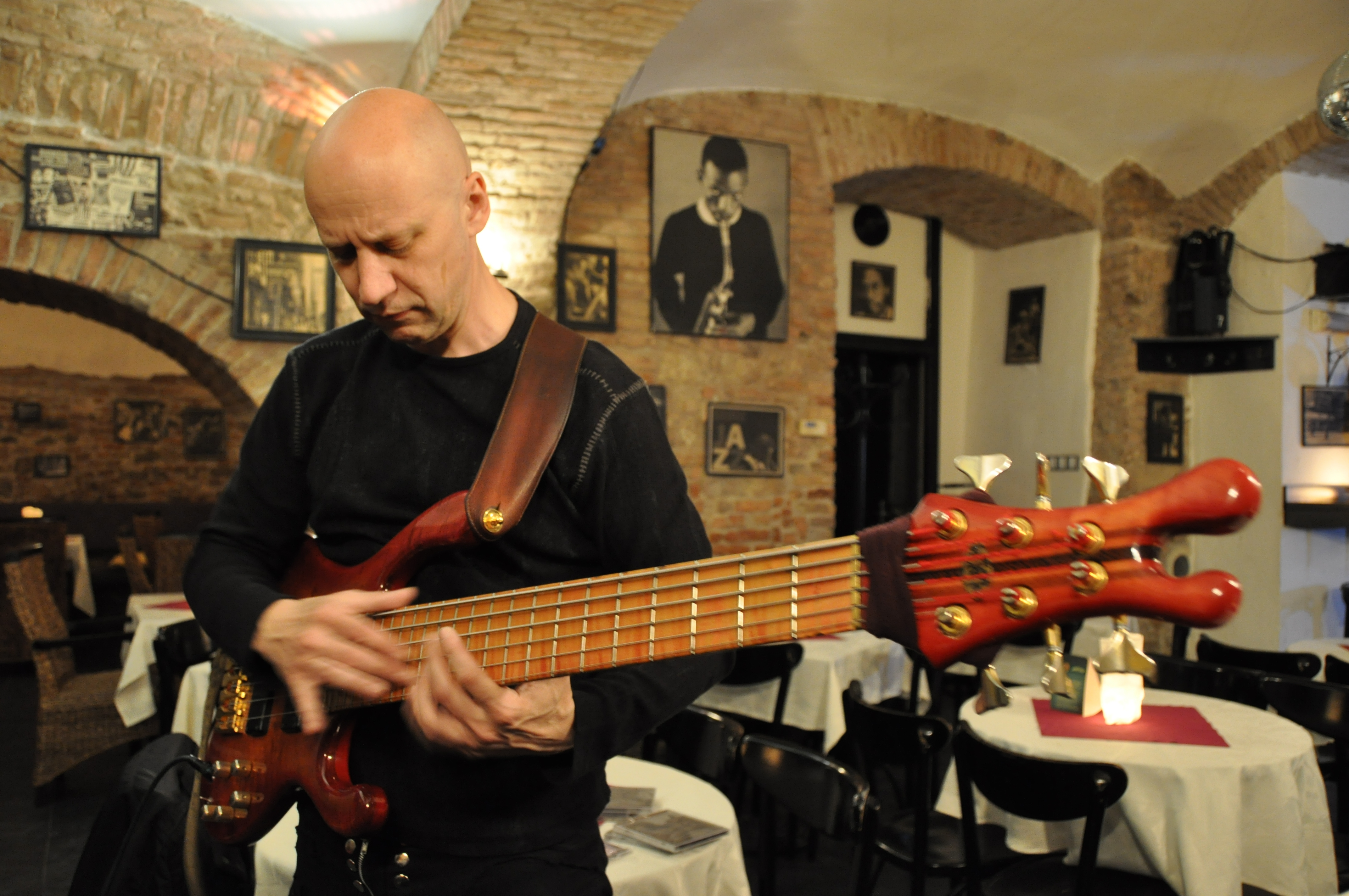
Richard před koncertem

Po působení v regionálních kapelách získal Richard v roce 1986 na čtyři roky profesionální angažmá v kapele Natural. Tu pak vystřídala kapela Buran Prášil, později v roce 1990 kapela Dalibora Jandy. Střetnutí s hudebníkem a skladatelem Milanem Steigerwaldem znamenalo další významný posun v Richardově profesionálním růstu – na následujících dvanáct let se stal členem kapely King Size. I když kapela zastavila svou činnost, existuje až dodnes a Richard spolu se synem v ní hostují. Zároveň hostoval na nahrávkách nebo koncertech dalších popových umělců – Karla Gotta, Lucie Bílé a Lenky Filipové. Na tvorbě popového alba kapely Damiens Nechci zůstat sám se podílel spolu s Láďou Křížkem. Za zmínku stojí ocenění Zlatá deska, kterou získal právě za účast na vzpomínaném projektu. Působil i v mnoha jazzových projektech, v rámci kterých spolupracoval například s kapelou Blue Birds saxofonisty Ivana Myslikovjana a saxofonistkou Andreou Kolmanovou (spolu se synem Richardem se podílel na jejím CD Andrea) a mnohými jinými umělci.
V současnosti je členem kapely Pražský Výběr II, jejímž frontmanem je skladatel, zpěvák a politický aktivista Michael Kocáb. V roce 2007 koncertoval s PV II na festivalech a zúčastňoval se všech aktivit, které s kapelou souvisí (práce ve studiu na dalších rozpracovaných projektech, rádia, videoklipy...). V témže roce se na trh dostalo album PV II „Vymlácený rockový palice“ a v červnu 2008 vyšel na DVD koncert „PRAŽSKÝ VÝBĚR II LIVE“, který se konal 3. 5. 2007 v Teplicích.
V letech 2011-2015 zaujal místo baskytaristy v kapele Krucipüsk.[zdroj?]

## Působení v zahraničí
Richardova stopa vedla koncem roku 2002 do anglického Hastingsu. Pracoval ve studiu Claire Hamill a vystupoval s místními hudebníky, ke kterým patřili například Tom Palmer, Steve Winchster, Donna Terenzi, Mama Josie a Papa George. Koncertoval však i sólově a navázal užší spolupráci s bývalým perkusionistou Robbieho Williamsa Nana Tsiboem v rámci jeho sólového projektu Bushfaya.
Pobytem v Anglii se Richardovo účinkování v zahraničí ale nekončí. V roce 2001 natáčel hudební klipy v Africe a účinkoval na hudebním veletrhu ve Frankfurtu, kde prezentoval hudební nástroje George Dennis.

## Sólové projekty
První sólové album Richarda Scheuflera vyšlo v roce 2001 v české i anglické verzi pod názvem V rukou Tvých / In your hands, na kterém se představil jako skladatel, sólový zpěvák, aranžér a hudební producent.
Druhé sólové album Between us vznikalo v letech 2004 až 2008 a Richard ho vydal pod labelem Scheufler's Records v roce 2008. Album obsahuje 16 skladeb nazpívaných v angličtině a také instrumentální skladby, které vznikly ve spolupráci s několika dalšími umělci (syn Richard, Ted Whang, Peter Boška, Jiří Neužil, Štěpán Škoch, Andrea Kolmanová, Markéta Rohanová a jiní).

## Spolupráce se synem Richardem - Scheufler Project
Zvláštní postavení v Richardově profesionálním životě má spolupráce se synem Richardem (28. 9. 1988, Partizánske), oficiálně pod názvem Scheufler Project. Historie se zopakovala a syn Richard řekl hudbě svoje ano již v raném dětství. Po boku otce hrál v kapele King Size, jejímiž hosty jsou dodnes. V dvanácti se podílel na nahrávání popového alba kapely Damiens „Nechci zůstat sám“; absolvoval turné s Lenkou Filipovou a spolupracoval i na otcově druhém sólovém albu Between us (Scheufler’s Records, 2008).
Od roku 2004 jsou oba členy RockOpery Praha.

## Pedagogická činnost
Do povědomí hudební veřejnosti vstoupil Richard Scheufler i jako pedagog. Je autorem audioškoly Slap&Funky (1994). V roce 2000 vyšla stejnojmenná videoškola jako první videoškola svého druhu v České republice. V období od roku 1997 až 2002 působil jako lektor na pravidelných letních Rockových kurzech v Dobré Vodě u Prachatic. Na popud studentů vznikl hudební materiál, který byl v roce 2001 zaznamenán na albu lektorů s názvem Jednou v roce.
Uskutečnil mnoho workshopů na hudebních veletrzích, v Praze každoročně od roku 1991 (Huvel, Muzika 2003), v Bratislavě a v zahraničí například ve Frankfurtu.

## Hudební vybavení
V říjnu 2004 přijal Richard nabídku ke spolupráci od firmy MusicData (distributor zesilovačů HUGHES & KETTNER) týkající se aparátů QUANTUM, které prezentoval na svých sólových koncertech, seminářích a hudebních veletrzích. Též spolupracuje s firmou ALEXIM na prezentaci analogových efektů a strun švédské firmy EBS.
V roce 2007 navázal spolupráci s firmou ROLAND a maďarským výrobcem ručně vyráběných baskytar FIBENARE, který od roku 2006 vyvíjel pro Richarda šestistrunný model Fibenare Standard RS MIDI - baskytaru, která využívá analogový a digitální signál. Richardova sbírka nástrojů kromě toho zahrnuje signované modely firmy K&K, se kterou spolupracuje od roku 1997. Jsou to:
Richard Scheufler model Romeo 6 strings
Richard Scheufler model Juliet 6 strings (fretless)
Slapper 4 strings
Bassman 4 strings
Yamaha TRB 6P.
Studiové vybavení a vybavení na workshopy zahrnuje sekvencer Yamaha QY 700, HDD Korg D16, Korg Pandora PX5D a Audix Microphone.
Po skončení spolupráce s MusicData a HUGHES & KETTNER na konci roku 2007 si obstaral aparáty AMPEG (Ampeg SVP-CL, Ampeg SVT PRO a Ampeg SVP-BSP) a Hafler (power amp). Využívá kompletní sortiment analogových efektů EBS a Phaser značky George Dennis a digitální efekty Roland V-Bass, Roland GR-20 a Roland GKP-4.

## Diskografie
1. King Size - Lovci Těl / The Body Hunters (1992)
2. Karel Gott - Vánoční Koncert / The Christmas Concert (1992)
3. King Size - Jezebel (1993)
4. King Size - Happy Sapiens (1993)
5. Ondřej Soukup - Nudity for Sale / Nahota na prodej (1993)
6. Lucie Bílá - Zahrada Rajských Potěšení (1994)
7. Audioškola - Slap&Funky (1994)
8. Čeští Mistři Baskytary - Czech Masters of Bassguitar (1995)
9. King Size - Psychothriller (Příkrý Les) (1993)
10. King Size - Romeo & Julie / Romeo & Juliet (1997)
11. Katryna - Yadid Nefesh (2000)
12. Videoškola - Slap&Funky (2000)
13. Damiens - Super Bílá Myš / Super White Mouse (2001)
14. R. Scheufler - V Rukou Tvých / In Your Hands (2001)
15. D. Stárek - Jediná / The Only One (2001)
16. L. Semelka - Můj Vek / My Age (2001)
17. Damiens - Nechci zůstat sám / I don't want to be alone (2002)
18. Lektorské CD - Jednou v roce / Once a Year (2002)
19. M. Jakubovie - Z Druhé Strany / From The Other Hand (2002)
20. Myslikovjan & Scheufler - The 4 Seasons (2002)
21. R. Scheufler & friends - Clasical Music (2003)
22. The Scheuflers - My World (2003)
23. Nana Tsiboe - Bushfaya (2003)
24. Andrea Kolman - Andrea (2003)
25. King Size - King Size (2004)
26. Richard Scheufler - Between us (2004)
27. Kečup - Frontální útok / The Frontal Attack (2005)
28. Antigona (promo verze) – rocková opera (2006)
29. Pražský výběr II - Vymlácený rockový palice (2007)
30. Jan Militký - Sběrné suroviny / The Junk (2007)
31. FN 206 Fontana Music Library - Bass & Drums (2007)
32. FN 206 Fontana Music Library - Variant Moods For TV Production (2007)
33. Pražský výběr II / Prague Selection II - DVD PRAŽSKÝ VÝBĚR II LIVE (2008)
34. Antigona Rock Opera 2CD (2008)
35. Oidipus Tyranus Rock Opera 2CD (2011)